# 1904 dans les chemins de fer
Chronologie des chemins de fer
1903 dans les chemins de fer - 1904 - 1905 dans les chemins de fer

## Évènements
- Soudan français (actuel Mali) et Sénégal : ouverture de la ligne Dakar-Niger.
- En 1904, la France construit 551 kilomètres de voies ferrées, l'Allemagne 1 138 kilomètres et la Russie 1 450 kilomètres.

### Mai
- 22 mai, France : ouverture de la section Quillan - Saint-Paul-de-Fenouillet du chemin de fer de Quillan à Rivesaltes (compagnie du Midi).

### Juillet
- 10 juillet, France : prolongement jusqu'à Mers-les-Bains du Tramway d'Eu-Le Tréport-Mers.

### Août
- 30 août, France : ouverture de la ligne Carhaix-Pleyben sur le Réseau breton.

### Octobre
- 1er octobre, France : ouverture de la ligne Carhaix-Saint-Lubin-le-Vaublanc sur le Réseau breton.
- 9 octobre, France : mise en service de la ligne de Castelsarrasin à Beaumont-de-Lomagne par la Compagnie des chemins de fer du Midi et du Canal latéral à la Garonne[1].
- 10 octobre, France : ouverture de la première section de la ligne 3 du métro de Paris entre Villiers et Père Lachaise[2].

### Novembre
- 3 novembre, France : ouverture totale de la ligne d'Aubagne à La Barque par mise en service de la section de la Valdonne-Peypin à La Barque-Fuveau (P.L.M).